# Santiago Sacatepéquez
Santiago Sacatepéquez är en kommunhuvudort i Guatemala.   Den ligger i departementet Departamento de Sacatepéquez, i den centrala delen av landet, 18 km väster om huvudstaden Guatemala City. Santiago Sacatepéquez ligger 2 033 meter över havet och antalet invånare är 24 210.
Terrängen runt Santiago Sacatepéquez är huvudsakligen kuperad, men åt sydväst är den bergig. Runt Santiago Sacatepéquez är det mycket tätbefolkat, med 1 956 invånare per kvadratkilometer. Närmaste större samhälle är Mixco, 7,5 km öster om Santiago Sacatepéquez. I omgivningarna runt Santiago Sacatepéquez växer huvudsakligen savannskog.